# Брацлавський район
Бра́цлавський райо́н (Браславський) — колишній район Тульчинської і Вінницької округ, Вінницької області.

## Історія
Утворений 7 березня 1923 року з центром у Брацлаві в складі Тульчинської округи Подільської губернії.
1 липня 1930 року після розформування Тульчинської округи приєднаний до Вінницької округи.
Після ліквідації округ 15 вересня 1930 року райони передані в пряме підпорядкування УСРР.
3 лютого 1931 року до складу району приєднали територію розформованого Шпиківського району.
27 лютого 1932 року увійшов до складу новоутвореної Вінницької області.
21 січня 1959 року до складу району приєднали частину території розформованого Ситковецького району.
Ліквідований 30 грудня 1962 року:
- Вищекропивнянська, Джуринецька, Мельниківська, Ометинецька, Райгородська і Юрковецька сільради передані до Немирівського району;
- Бортницька, Вишковецька, Вовчоцька, Грабовецька, Зяньковецька, Коржівська, Марксівська, Салинецька, Скрицька, Слобідська і Чуківська сільради передані до Тульчинського району.